# Eparchie bělgorodská
Eparchie Bělgorod je eparchie ruské pravoslavné církve nacházející se v Rusku.

## Území a titul biskupa
Zahrnuje správní hranice území města Bělgorod, Bělgorodského, Koročanského, Novooskolského, Starooskolského, Černjanského a Šebekinského rajónu.
Eparchiálnímu biskupovi náleží titul biskup bělgorodský a starooskolský.

## Historie
Historie eparchie formálně začíná roku 1657, kdy byl metropolitovi sarskému a podonskému Pitirimovi udělen titul metropolity bělgorodského. Do Bělgorodu nikdy neodjel protože jmenování bylo cíleno na vyhnání metropolity z Moskvy, jelikož byl vnímán jako nebezpečný pro patriarchu Nikona. V této době byl metropolita Pitirim patriarchálním vikářem.
Roku 1667 teprve došlo k formování nové eparchie. Tohoto roku zde vznikla také metropole. Od počátku byla eparchie včleňována do řady metropolitních celků a její hierarchové byli nazýváni metropolita bělgorodský a obojanský, což trvalo až do roku 1721. 
Území eparchie bylo velmi velké, více než 10x větší než roku 2012. Do jejího území patřilo také území Charkova (dnes na Ukrajině). 
Dne 6. května 1788 bylo Svatým synodem nařízeno rozdělení eparchie a tím vznikla nová slobodo-ukrajinská a charkovská eparchie.
Roku 1905 vznikl bělgorodský vikariát kurské eparchie. Roku 1933 vznikla z vikariátu bělgorodská eparchie.
Dne 18. července 1995 byl Svatým synodem obnoven bělgorodský století v oblasti Bělgorod. 
Dne 7. června 2012 byly z části území eparchie vytvořeny nové eparchie Valujki a Gubkin, které se stali součástí nové bělgorodské metropole. 

## Seznam biskupů

### Eparchie bělgorodská a obojanská
- 1657–1657 Pitirim, nepřevzal katedru
- 1666–1667 Ioakim (Djakovič)
- 1667–1671 Feodosij
- 1671–1684 Misail
- 1684–1702 Avraamij (Juchov)
- 1702–1709 Iustin (Bazilevič)
- 1711–1720 Ilarion (Vlastělinskij)
- 1722–1731 Epifanij (Tichorskij)
- 1731–1735 Dosifej (Bogdanovič-Ljubimskij)
- 1735–1736 Arsenij (Berlo)
- 1736–1742 Petr (Smelič)
- 1742–1748 Antonij (Černovskij)
- 1748–1754 Ioasaf (Gorlenko)
- 1755–1758 Luka (Konaševič)
- 1758–1768 Ioasaf (Mitkevič)
- 1763–1768 Porfirij (Krajskij)
- 1768–1771 Samuil (Mislavskij)
- 1774–1786 Aggej (Kolosovskij)
- 1786–1786 Antonij (Rumovskij), zemřel, nepřevzal katedru

### Eparchie bělgorodská a kurská
- 1787–1799 Feoktist (Močulskij)

### Vikariát Bělgorod Kurské eparchie
- 1905–1913 Ioannikij (Efremov)
- 1913–1918 Nikodim (Kononov), svatořečený mučedník
- 1919–1921 Apollinarij (Koševoj), od roku 1920 v emigraci
- 1921–1925 Nikon (Purlevskij)
- 1930–1930 Jevgenij (Zjornov), svatořečený mučedník
- 1931–1931 Innokentij (Kloděckij)
- 1933–1933 Onufrij (Gagaljuk), svatořečený mučedník

### Eparchie bělgorodská
- 1933–1934 Antonij (Pankejev), svatořečený mučedník

### Eparchie bělgorodská a grajvoronská
- 1942–1943 Pankratij (Gladkov)

### Vikariát Bělgorod Kurské eparchie
- 1993–1995 Ioann (Popov)

### Eparchie bělgorodská
- od 1995 Ioann (Popov)